# Пријапизам
Пријапизам је стање које се манифестује дуготрајном патолошком ерекцијом. Ова врста ерекција пениса сматра се невољном јер није везана за сексуалну стимулацију. То је ургентно стање у урологији које захтева брзо решавање због изражених тегоба и могућих веома озбиљних компликација. Када се једном јави, постоји вероватноћа да ће се јавити поново у току живота. 
„Прави“ пријапизам, после санације полног органа, најчешће доводи до трајне еректилне дисфункције (импотенције).

## Порекло назива
Ова дисфункција полног органа названа је по Пријапу (грч. Πρίαπος), сину бога вина Диониса и богиње Афрофите који је у митологији познат као бог плодности. Као бог плодности није био само бог телесне љубави већ и заштитник винограда и вртова, па су се из тих разлога његове фигуре - кипови, стављали у вртове и винограде. Његов култ досеже из Мале Азије, а у Грчку и Рим је стигао доста касно и проширио се у последњем веку старе ере.

## Епидемиологија
Према расположивим студијама пријапизам се јавља код око 3% пацијената који користе лекове за лечење импотенције. Код оболелих од анемије српастих ћелија јавља се у преко 70% болесника. 
Раса
Нешто је чешћи код припадника црне расе
Старост
Може се јавити у било ком животном добу, али се према досадашњим истраживањима, најчешће јавља код мушкараца током друге и треће деценије живота.

## Етиопатогенеза
Пријапизам може настати без икаквог разлога (што је јако ретко), а у савременој медицини најчешће се виђа након самосталног убризгавања еректилних супстанци (папаверин хидрохлорид или простагландини) од стране пацијената, или примене одређених лекова и психоактивних супстанци у лечењу неуспешне или непотпуне ерекције
Поремећај се може јави и у склопу обољења других органа нпр. српесте анемије, неких врста леукемија Фабријеве болести, васкулитиса, масне емболије, болести кичмене мождине карцинома простате и бубрега и других малигних болести. 
Евентуално може да настане у склопу операција уградње протеша на пенису, васкуларних операције у циљу лечења импотенције, естетски захвати (елонгација пениса и сл). 
Постоји и идиопатски (урођен) облик пријапизма.

## Класификација

### Класификација  пријапизма на основу трајања
Трајање нормалне ерекције пре него што се може класификовати као пријапизам је још увек контроверзно.
Неки извори наводе да је трајање патолошке ерекције од четири сата треба дефинисати као пријапизма, други извори наводе да је то шест сати а трећи да се...све ерекције пениса дуже од 6 сати могу се класификовати као пријапизам.

### Патолошка класификација  пријапизма
Пријапизам је класификован у три групе:
Исхемијски (пријапизам ниског протока) - који се јавља у већини случајева (19 од 20).  Акутни исхемијски пријапизам, који карактерише мали или никакав кавернозни проток крви и абнормална концентрација гасова у крви кавернозног тела (хипоксични, хиперкарбични, ацидотични) представља хитно медицинско стање јер може довести до кавернозне фиброзе и накнадне еректилне дисфункције.
Неисхемични (пријапизам високог проток)
Рекурентни исхемијски пријапизам

### Клиторални пријапизам
Пријапизам код жена (наставак, болна ерекција клиториса) је знатно ређи од пријапизма код мушкараца и познат је као клиторални пријапизам или клиторизам.  Повезан је са упорним поремећајем гениталног узбуђења.  Постоји само неколико извештаја о случајевима жена које су имале клиторални пријапизам.

## Клиничка слика
Клиничку слику карактеришу следећи знаци и симптоми:
- ерекција која траје дуже од 5-6 часова,
- изузетно јаки болови,
- васкуларно-трофичке промене на полном уду.

## Дијагноза
Дијагноза исхемијског пријапизма, који се јавља у 95% случајева, у великој мери се ослања на анамнезу и физички преглед и може бити олакшана анализом гаса у крви пениса и ултразвуком пениса.
Крвна слика
У оквиру дијагностике ради се комплетна крвна слика како би се се утврдило постојање анемија, или промене у белој крвној лози, а обавезно треба урадити и анализу фактора коагулације.
Ултрасонографија
Препоручује се и ултразвучни доплер пениса, а поједини аутори наводе и радиографију грудног коша, како би се искључил метастаза као могући узрок пријапизма.

## Терапија
Пре почетка лечења све пацијенте са пријапизмом треба хитно проценити да би се идентификовао подтип пријапизма (акутни исхемијски наспрам неисхемијског), како би са онима са акутним исхемијским догађајем обезбедила рана интервенцију.
Пријапизам се мора лечити у року од 4 до 6 сати од појаве клиничке слике да би се минимизирао морбидитет,  применом конзервативних, хируршких и психолошких метода:

### Конзервативне методе
Од конзервативних метода, којим почиње терапији пријапизма, може се применити:
- Аспирација 20-30 ml крви директно из кавемозних тела пениса, понекад у неколико покушаја, односно, све док не дође до губитка ерекције.
- Убризгавање хладног физиолошког раствора кавемозних тела пениса
- Убризгавање раствор адреналин-хидрохлорида у кавернозно тело.[13]
- Примена аналгетика или/и анестетика за смањење болова.

### Хируршке методе
Ова метода је ретко потребна и заснива се на васкуларној операција која има за циљ стварање артерио-венског шанта, између кавернозних тела или/и дорзалне вене пенис са веном сафеном магном или другом већом периферном веном.
Метода избора је артефицијални шант иглом између кавернозних и спонгиозног тела кроз главић пениса.

### Психолошке методе
Неке психолошке методе, као што су бихејвиорална терапија или саветовање, могу помоћи у ублажавању симптома. Ово може помоћи ако стање као што је анксиозност или депресија узрокује или погоршава симптоме. Ове методе могу бити посебно корисне ако се пацијент осећа кривим или се стиди због проблема у  вези са партнером или у приватном животу.
Когнитивна бихејвиорална терапија може помоћи пацијенту да научи да артикулишете и контролишете своје негативне емоције и реакције и носи са ситуацијама које могу погоршати симптоме пријапизма.
Разговор са терапеутом може вам помоћи да пацијент открије  емоционалне окидаче који могу узроковати пријапизам. 
Медитација такође може помоћи у смањењу симптома снижавањем нивоа анксиозности и опуштањем мишића.

## Компликације
Као могуће компликације продужене ерекције могу се јавити следеће компликације:
- Појава тромбозе, као најозбиљнија компликација, која настаје као последица немогућности враћања повећана количина крви у пенису у циркулацију.
- Стварање везивно ткивних промена унутар пениса, што касније резултује импотенцијом.